# Igaz szerelem
Az Igaz szerelem (True Love) Isaac Asimov egyik sci-fi novellája, amely először a The American Way magazin 1977. februári számában jelent meg, magyarul pedig a Robottörténetek című novelláskötetben olvasható. A novella utal a Multivac szuperszámítógépre, amelyről Asimov egy lazán összekapcsolódó sorozatot írt.
|  | Alább a cselekmény részletei következnek! |

## Történet
A novella egy számítógépes program – Joe – beszámolója. Joe a Multivac rendszeren fut, s Milton Davidson programozta. A programozót a világ legfejlettebb mesterséges intelligenciájának elkészítésével bízták meg, akinek a legsúlyosabb problémákat kell megoldania, így született meg Joe. Davidson viszont lassan negyvenéves, így programját megbízza saját gondjának elrendezésével is: A Multivac rendszer adatbankjából Joe segítségével szeretné megtalálni az ideális feleséget.
A program ki is válogatja a hárommilliárd nő közül azt a 235-öt, aki Milton elvárásainak megfelel. Tovább szűkítve a kört, már csak nyolc marad, s Joe elintézi, hogy alkotója sorban beszélgethessen mindegyikükkel.
Azonban a nők egyike sem váltja be a hozzá fűzött reményeket. Ennek okát Joe mondja el: a szerelem kétoldalú, a partnereknek ki kell egészíteniük egymást. Ennek megfelelően Milton úgy dönt, a cél érdekében minden személyes és pszichikai adatát megosztja a programmal. Fokról fokra azonossá válik ember és szoftver személyisége. Ezalatt pedig a maradék 227 nő közül is egyre kevesebben jutnak át a szitán.
Végül már csak egy esélyes marad, viszont minél több adatot gyűjt a számítógép, az annál jobban illeszkedik Miltonhoz. Már megvan a Joe szervezte találkozó is Valentin napra, amikor Miltont letartóztatják egy tíz évvel azelőtti hivatali visszaélés miatt. A szoftvert viszont nem zavarja ez, immáron ugyanúgy viselkedik, mint Davidson, s udvarolni kezd a várva-várt nőnek.

## Megjelenések

### angol nyelven
1. The American Way, 1977. február
2. Isaac Asimov's Science Fiction Magazine, 1978. január-február
3. Microcosmic Tales (Taplinger, 1980)
4. Three Science Fiction Tales (Targ Editions, 1981)
5. The Complete Robot (Doubleday, 1982)
6. The Robot Collection (Doubleday, 1983)
7. The Asimov Chronicles: Fifty Years of Isaac Asimov (Dark Harvest, 1989)

### magyar nyelven
1. Robottörténetek, I. kötet (Móra, 1993, ford.: Bihari György)